# C/2017 S2 (PANSTARRS)
C/2017 S2 (PANSTARRS) — одна з комет сімейства Юпітера. Відкрита 16 вересня 2017 року; була 20.9m на час відкриття.